# Kerteminde-Drigstrup Sogn
Kerteminde-Drigstrup Sogn er et sogn i Kerteminde-Nyborg Provsti (Fyens Stift). Sognet blev dannet 1. december 2013 ved sammenlægning af Kerteminde Sogn og Drigstrup Sogn.
Drigstrup Sogn havde været anneks til Kerteminde Sogn siden 1476, hvor Kerteminde fik sin egen kirke. Drigstrup sognekommune blev i 1963 indlemmet i Kerteminde Købstad, som blev kernen i Kerteminde Kommune, der blev dannet i 1966 − 4 år før kommunalreformen i 1970.
I Kerteminde-Drigstrup Sogn ligger Drigstrup Kirke fra omkring 1200 og Sankt Laurentii Kirke (Kerteminde) fra 1500-tallet.
I sognet findes følgende autoriserede stednavne:
- Bregnør (bebyggelse, ejerlav)
- Bregnør Fiskerleje (bebyggelse)
- Drigstrup (bebyggelse, ejerlav)
- Kerteminde (bebyggelse)
- Lille Viby (bebyggelse)
- Nordstranden (bebyggelse)
- Over Kærby (bebyggelse, ejerlav)